# Monte Bryce
Il monte Bryce è una montagna appartenente alle Montagne Rocciose Canadesi, localizzata nella provincia canadese della Columbia Britannica, prossima al confine con l'Alberta.
Ha un'altezza di 3.507 metri sul livello del mare ed è la quindicesima vetta più alta della Columbia Britannica.